# Vallée de la Tude
Le site Vallée de la Tude est un site français du réseau Natura 2000 du département de la Charente, en région Nouvelle-Aquitaine.

## Situation

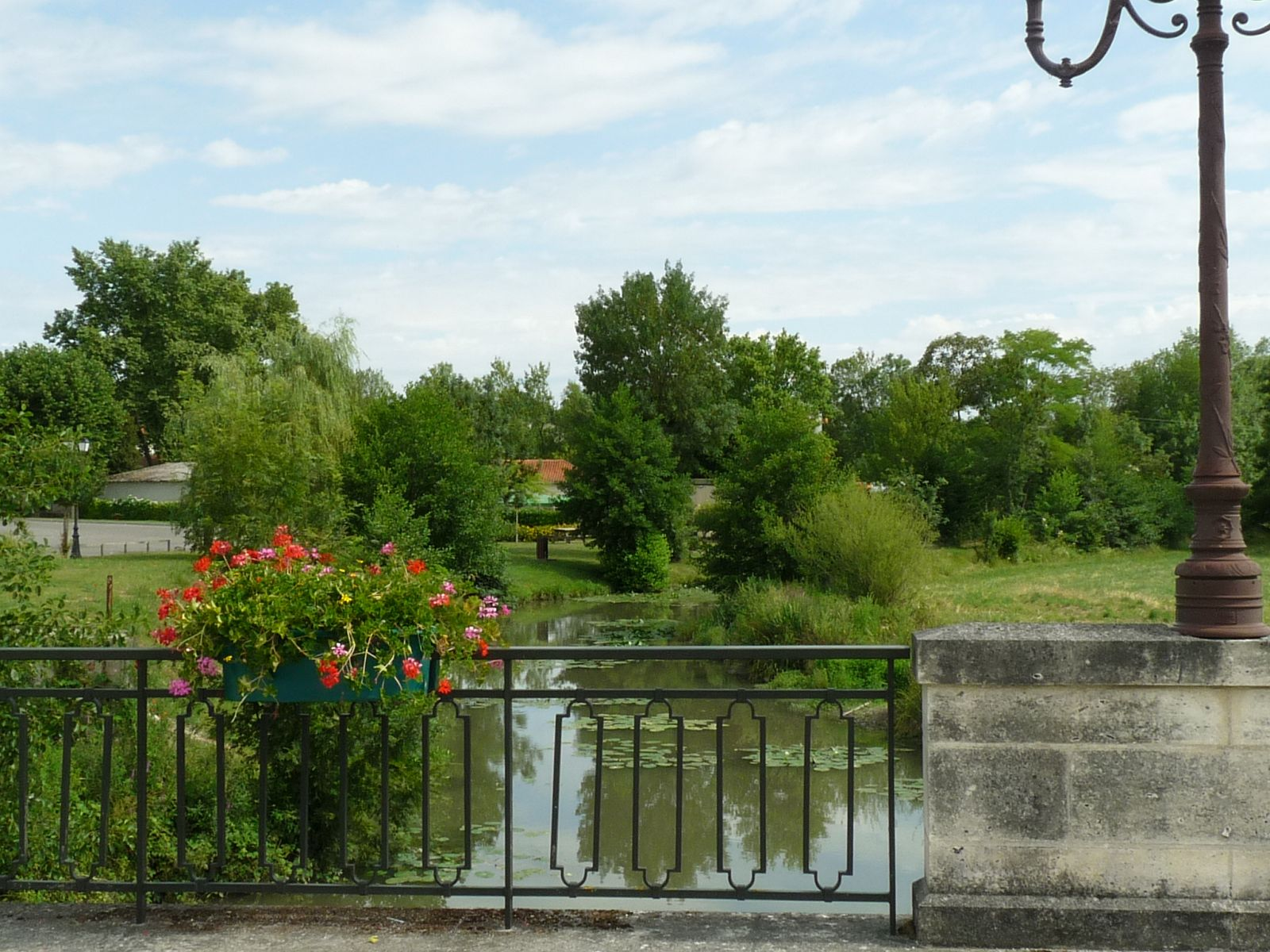
La Tude à Montmoreau.

Dans le sud-est du département de la Charente, le site « Vallée de la Tude », s'étend sur 1 557 hectares, sur le territoire de quatorze communes (Bazac, Bellon, Bors, Chalais, Courgeac, Courlac, Juignac, Médillac, Montboyer, Orival, Rioux-Martin, Ronsenac, Saint-Avit, Saint-Martial), ainsi que sur celui de sept anciennes communes charentaises : Charmant, Chavenat et Juillaguet intégrées à la commune nouvelle de Boisné-La Tude depuis 2016, ainsi que Aignes-et-Puypéroux, Montmoreau-Saint-Cybard, Saint-Amant-de-Montmoreau  et Saint-Laurent-de-Belzagot intégrées à la commune nouvelle de Montmoreau depuis 2017.
Sur les seize communes du site, près de 80 % de sa superficie est concentrée sur six d'entre elles : environ 30 % sur le territoire de la commune nouvelle de Montmoreau, 17 % sur Chalais, de 9 à 10 % sur les territoires de Boisné-La Tude et Montboyer, et de 6 à 7 % sur ceux de Juignac et Médillac.
La zone s'étage entre 25 et 150 mètres d'altitude, le long des vallées de la Tude et de plusieurs de ses affluents en tête de bassin, dont le ruisseau de l'Eau Morte, le ruisseau de l'Étang Gouyat (ou le Ribéral), la Gace, la Gaveronne (ou la Planche), le ruisseau de Landuraud et la Velonde.

## Description
Le site « Vallée de la Tude » est un site naturel du réseau Natura 2000, c'est-à-dire qu'il est identifié comme site important pour la conservation d'espèces animales européennes menacées.
Il s'agit d'une zone spéciale de conservation validée par un arrêté du ministère de l'Écologie et du Développement durable en date du 9 août 2006. Ce petit ensemble alluvial forme un « important corridor entre les bassins de la Charente et de la Garonne » pour le Vison d'Europe.
Le site est composé à 37 % de prairies semi-naturelles humides et de prairies mésophiles améliorées, à 30 % de zones urbanisées et industrielles, à 26 % d'autres terres arables, à 4 % de forêts caducifoliées et à 3 % de forêts artificielles en monoculture.
Des recensements y ont été effectués au niveau faunistique.

## Faune

### Espèces inscrites à l'annexe II
Seize espèces animales inscrites à l'annexe II de la directive 92/43/CEE de l'Union européenne y ont été répertoriées.
- un amphibien : le Sonneur à ventre jaune (Bombina variegata) ;
- un crustacé, l'Écrevisse à pattes blanches (Austropotamobius pallipes) ;
- six insectes : l'Agrion de Mercure (Coenagrion mercuriale), le Cerf-volant (mâle) ou la Grande biche (femelle) (Lucanus cervus), la Cordulie à corps fin (Oxygastra curtisii), le Cuivré des marais (Lycaena dispar), le Damier de la succise (Euphydryas aurinia) et le Gomphe de Graslin (Gomphus graslinii) ;
- cinq mammifères : la Loutre d'Europe (Lutra lutra) et le Vison d'Europe (Mustela lutreola), et trois chauves-souris : la Barbastelle d'Europe (Barbastella barbastellus), le Murin à oreilles échancrées (Myotis emarginatus) et le Petit rhinolophe (Rhinolophus hipposideros) ;
- deux poissons : le Chabot fluviatile (Cottus perifretum) et la Lamproie de Planer (Lampetra  planeri) ;
- un reptile : la Cistude (Emys orbicularis).

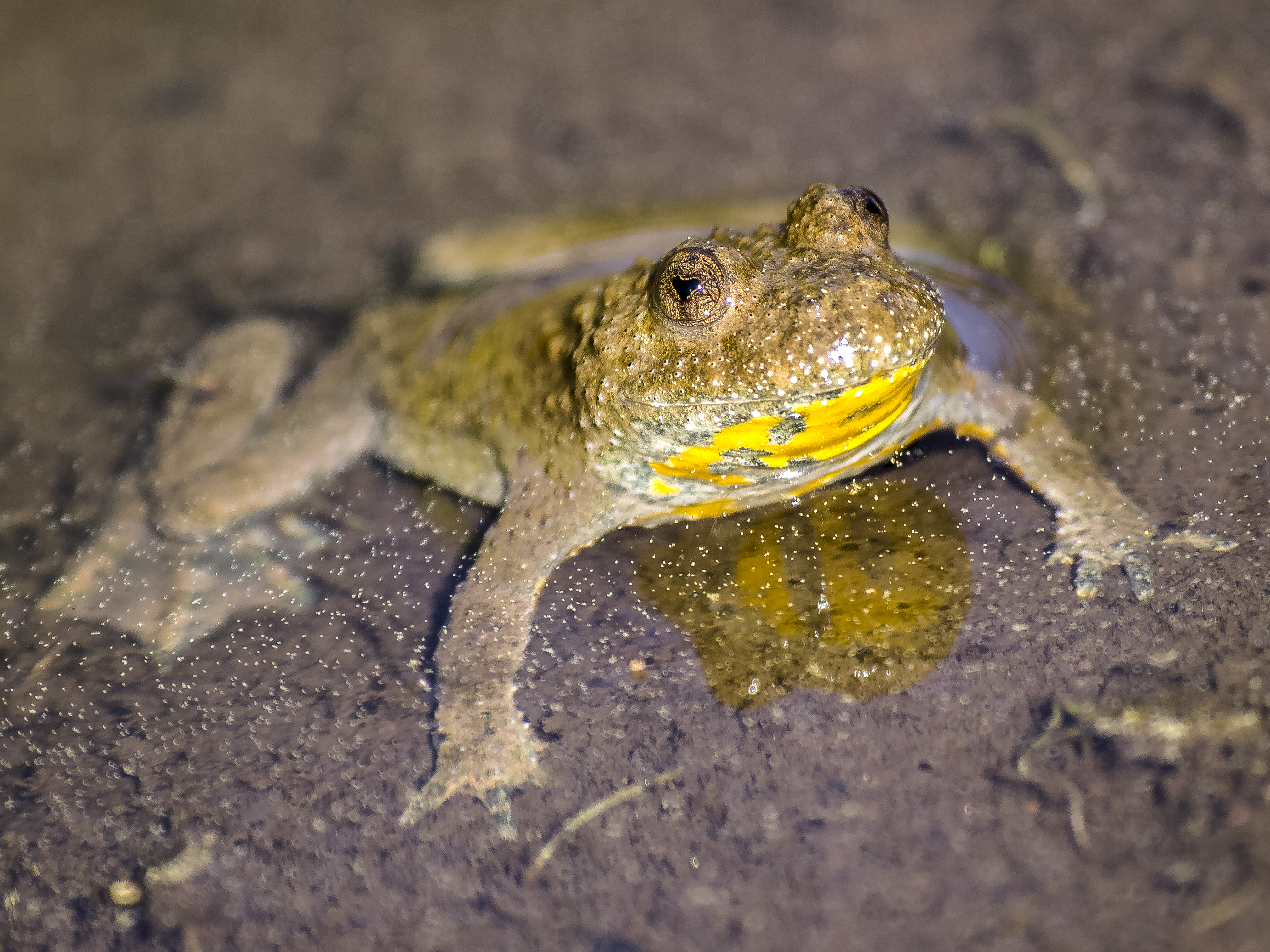
Sonneur à ventre jaune.
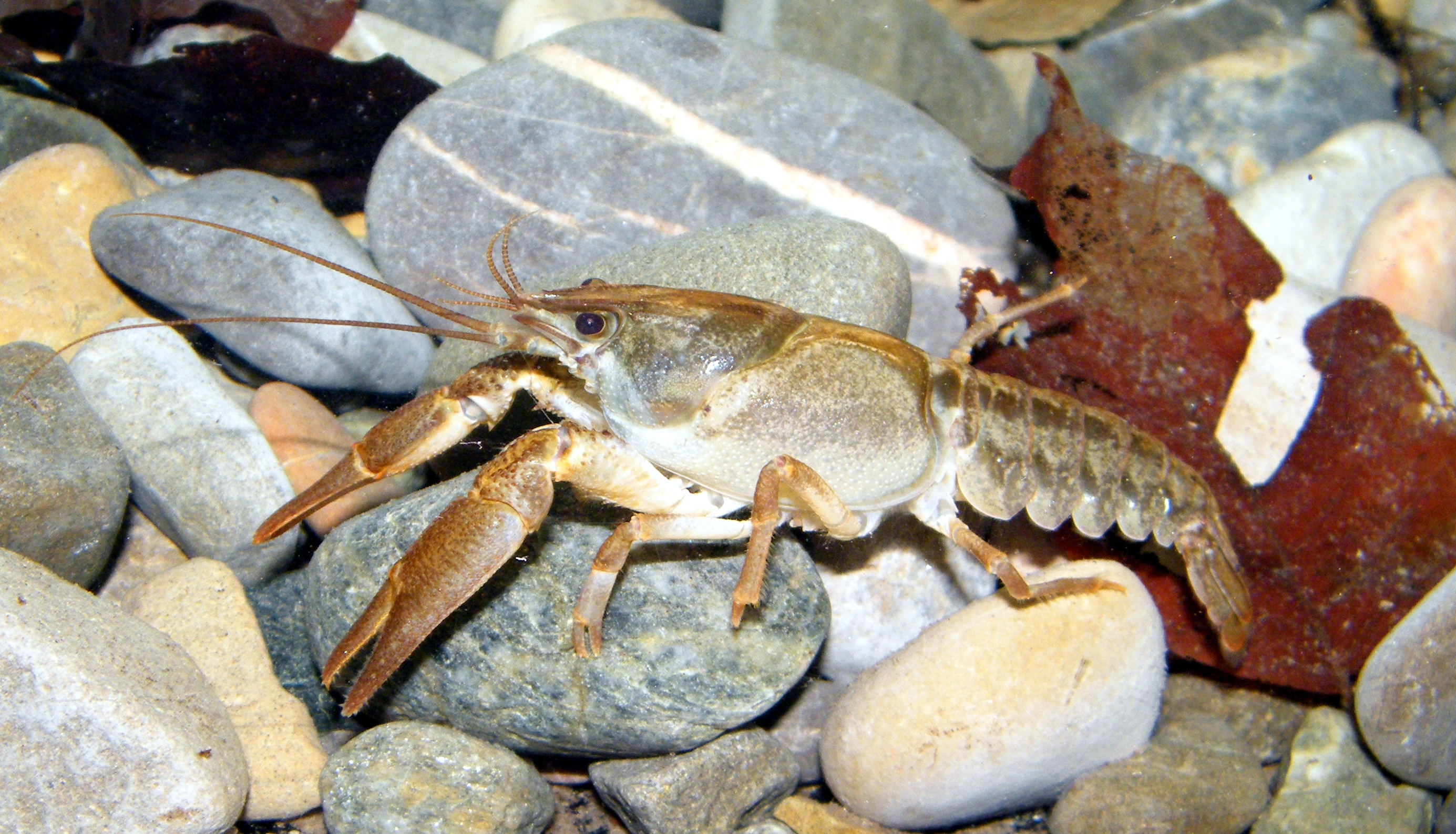
Écrevisse à pattes blanches.
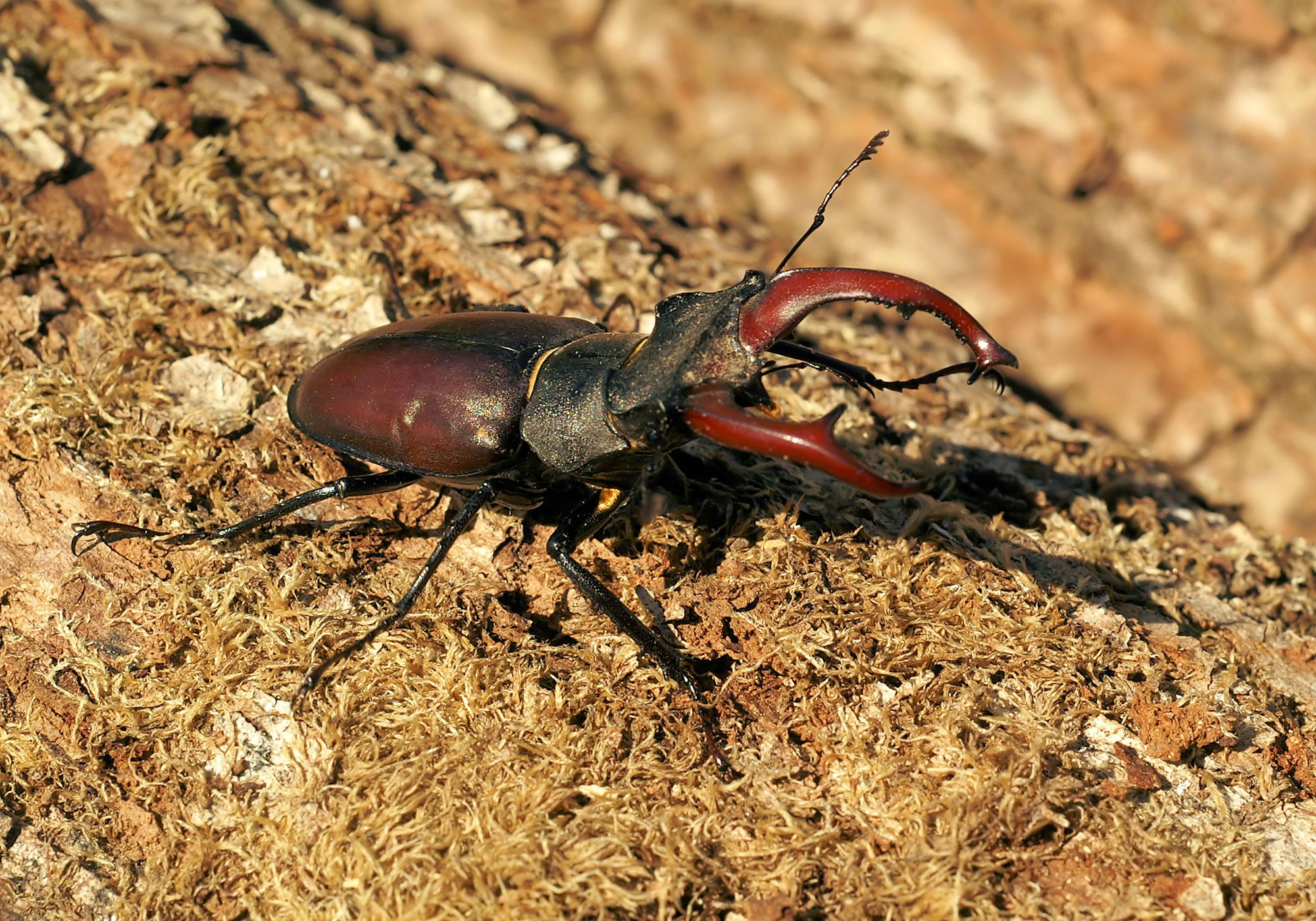
Cerf-volant.
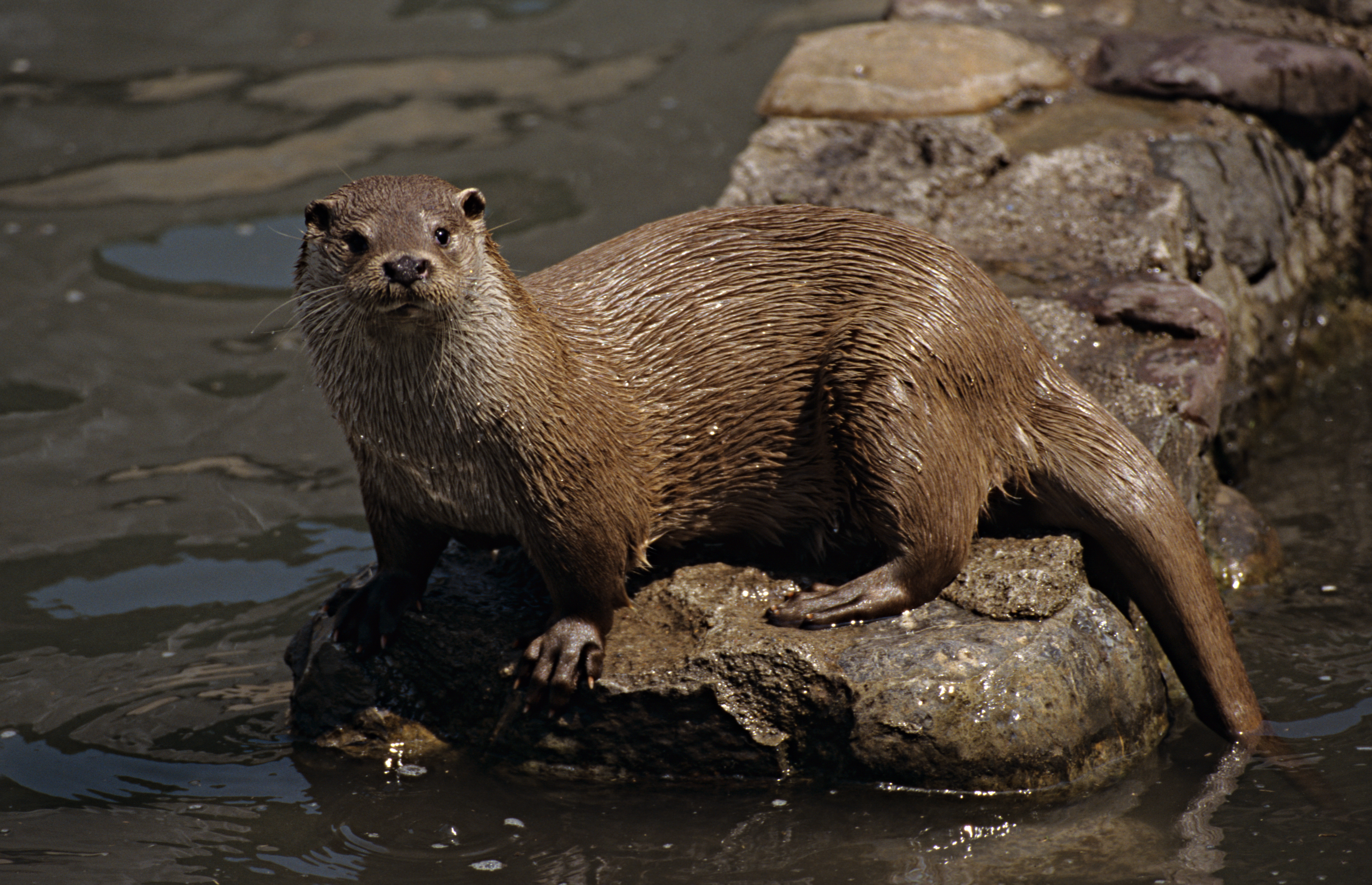
Loutre d'Europe.
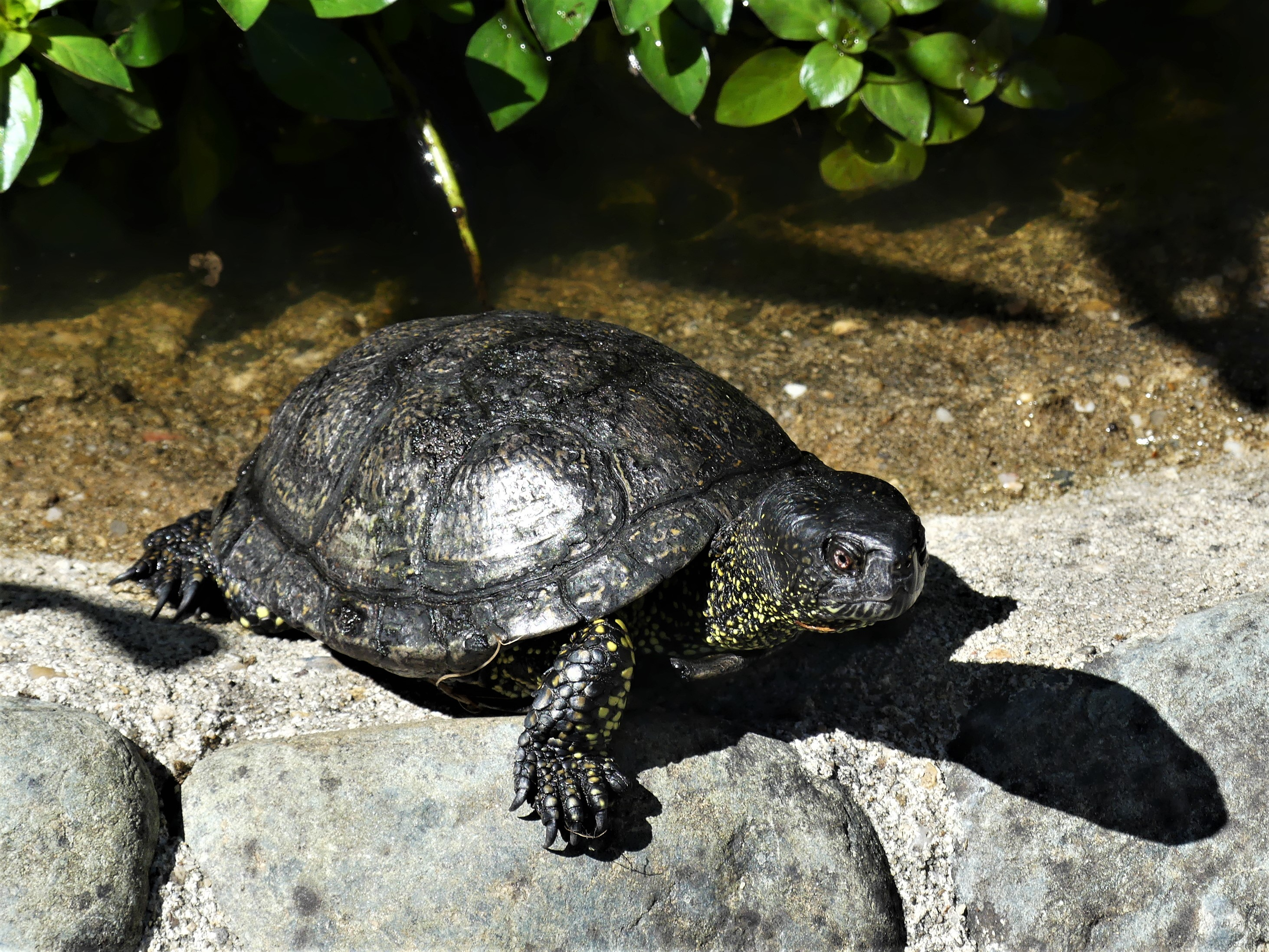
Cistude.

### Autres espèces
Vingt-six autres espèces animales importantes y ont été recensées.
- cinq amphibiens : l'Alyte accoucheur (Alytes obstetricans), la Grenouille agile (Rana dalmatina), la Petite grenouille verte (Rana lessonae), la Rainette méridionale (Hyla meridionalis) et le Triton marbré (Triturus marmoratus) ;
- un insecte : l'Azuré du serpolet (Phengaris arion) ;
- sept mammifères (chauves-souris) : le Murin à moustaches (Myotis mystacinus), le Murin de Daubenton (Myotis daubentonii), la Noctule commune (Nyctalus noctula), la Noctule de Leisler (Nyctalus leisleri), la Pipistrelle commune (Pipistrellus pipistrellus) la Pipistrelle de Kuhl (Pipistrellus kuhlii) et la Sérotine commune (Eptesicus serotinus) ;
- douze oiseaux : l'Alouette lulu (Lullula arborea), la Bondrée apivore (Pernis apivorus), le Busard cendré (Circus pygargus), le Busard des roseaux (Circus aeruginosus), le Busard Saint-Martin (Circus cyaneus), l'Engoulevent d'Europe (Caprimulgus europaeus), la Grue cendrée (Grus grus), le Martin-pêcheur d'Europe (Alcedo atthis), le Milan noir (Milvus migrans), le Milan royal (Milvus milvus), la Pie-grièche écorcheur (Lanius collurio) et le Pipit rousseline (Anthus campestris) ;
- un reptile : le Lézard des murailles (Podarcis muralis).

Parmi celles-ci, l'Azuré du serpolet, le Lézard des murailles, les cinq espèces d'amphibiens et les sept espèces de chauves-souris sont concernées par l'annexe IV de la directive habitats.

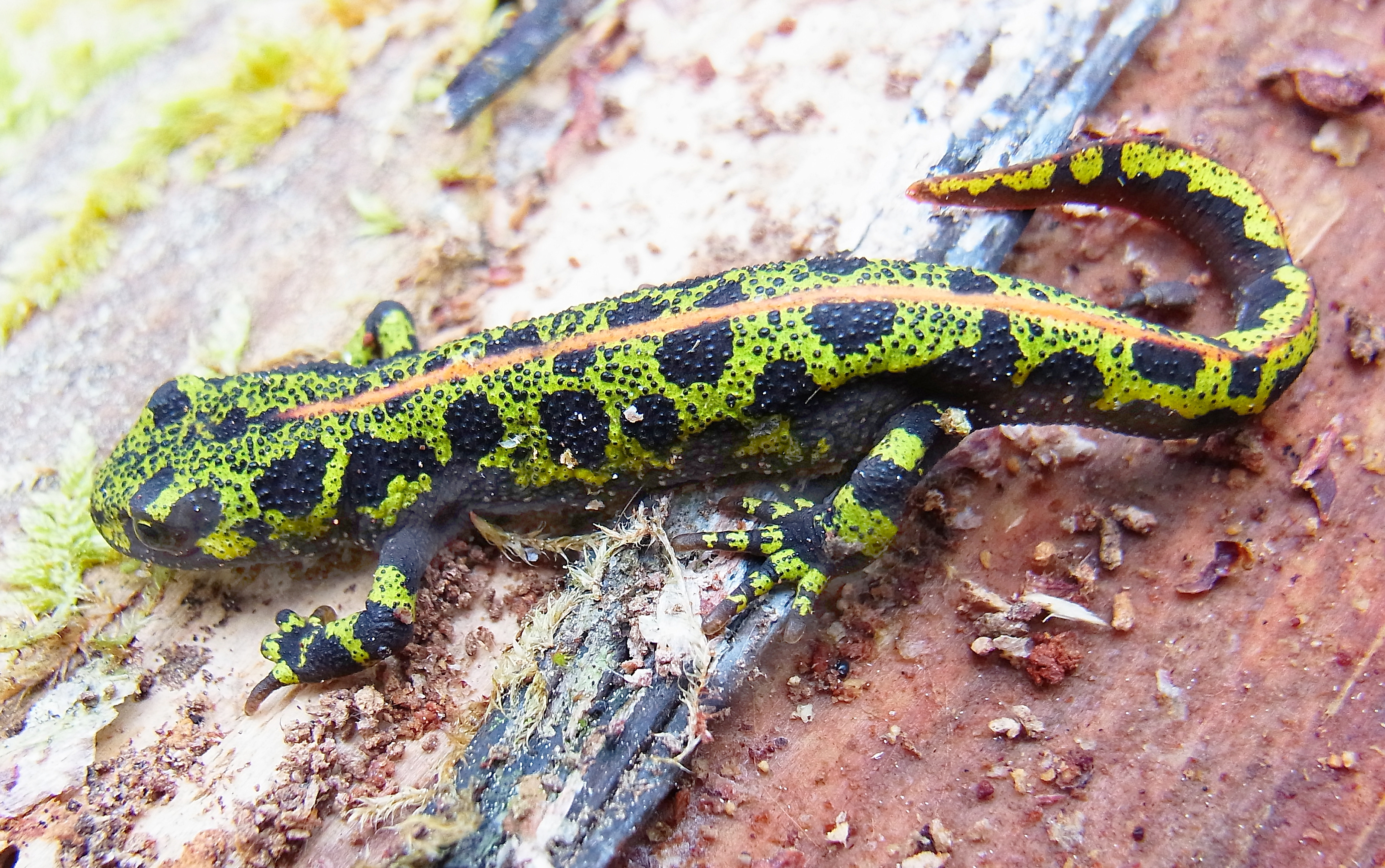
Triton marbré.
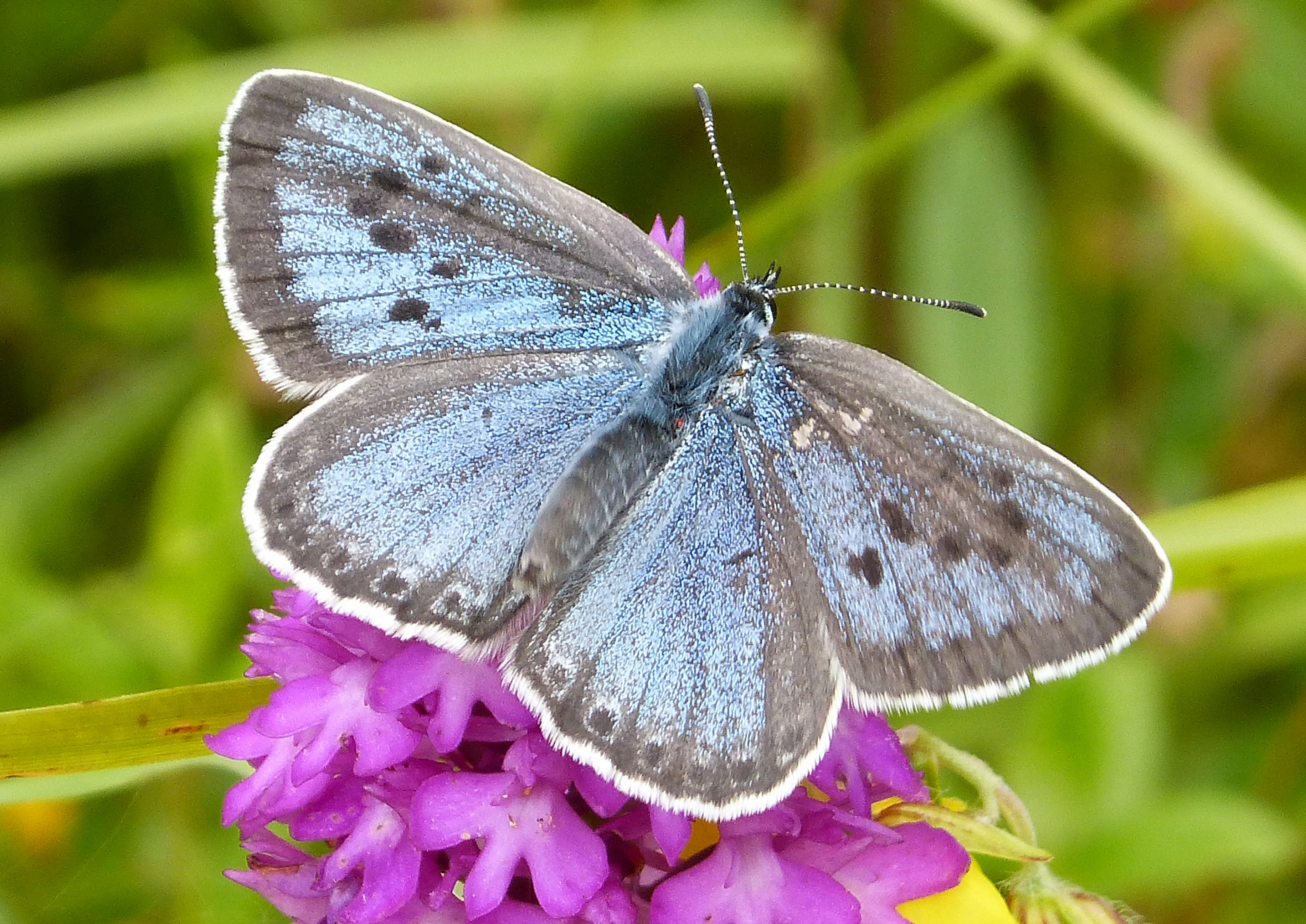
Azuré du serpolet femelle.
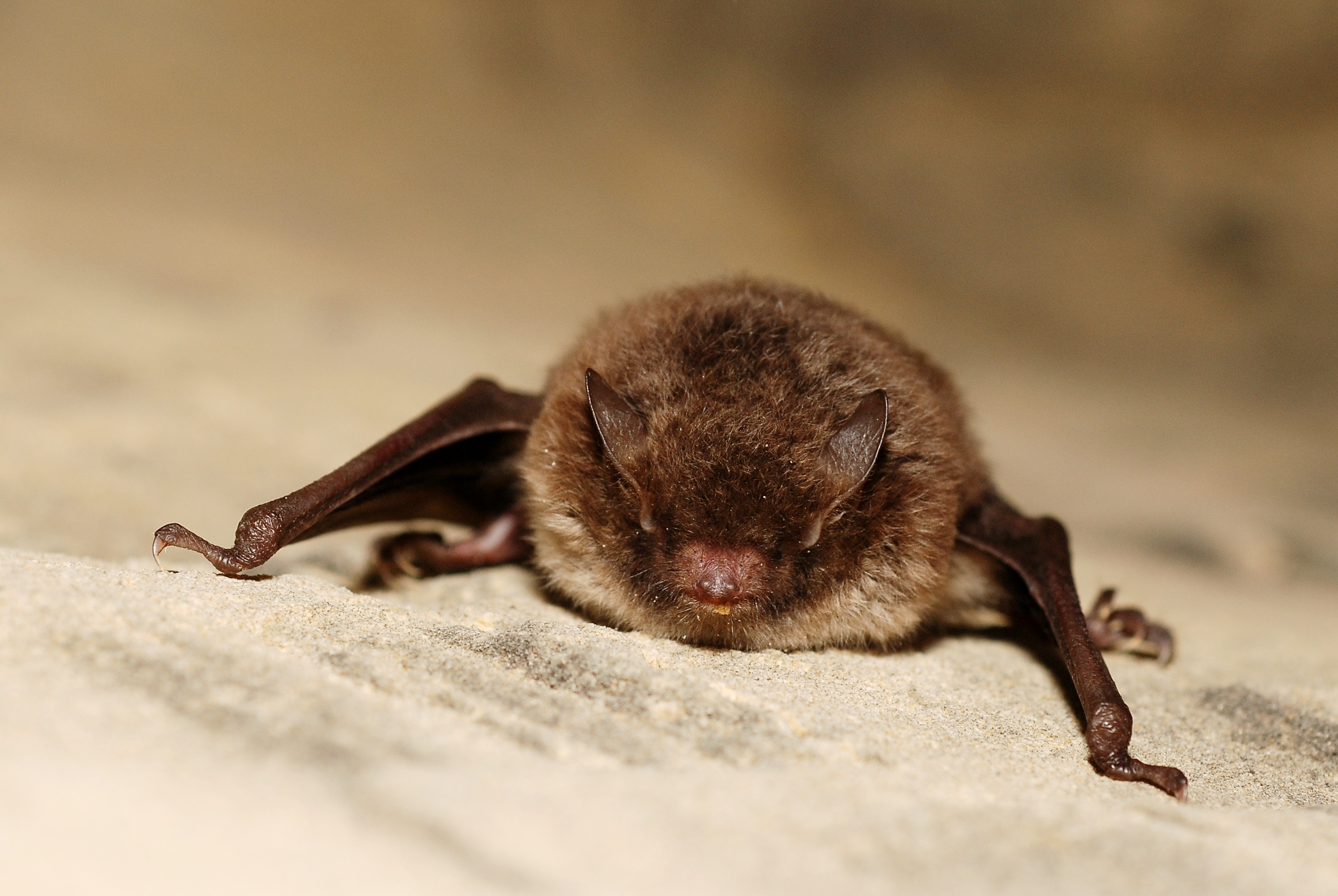
Murin de Daubenton.
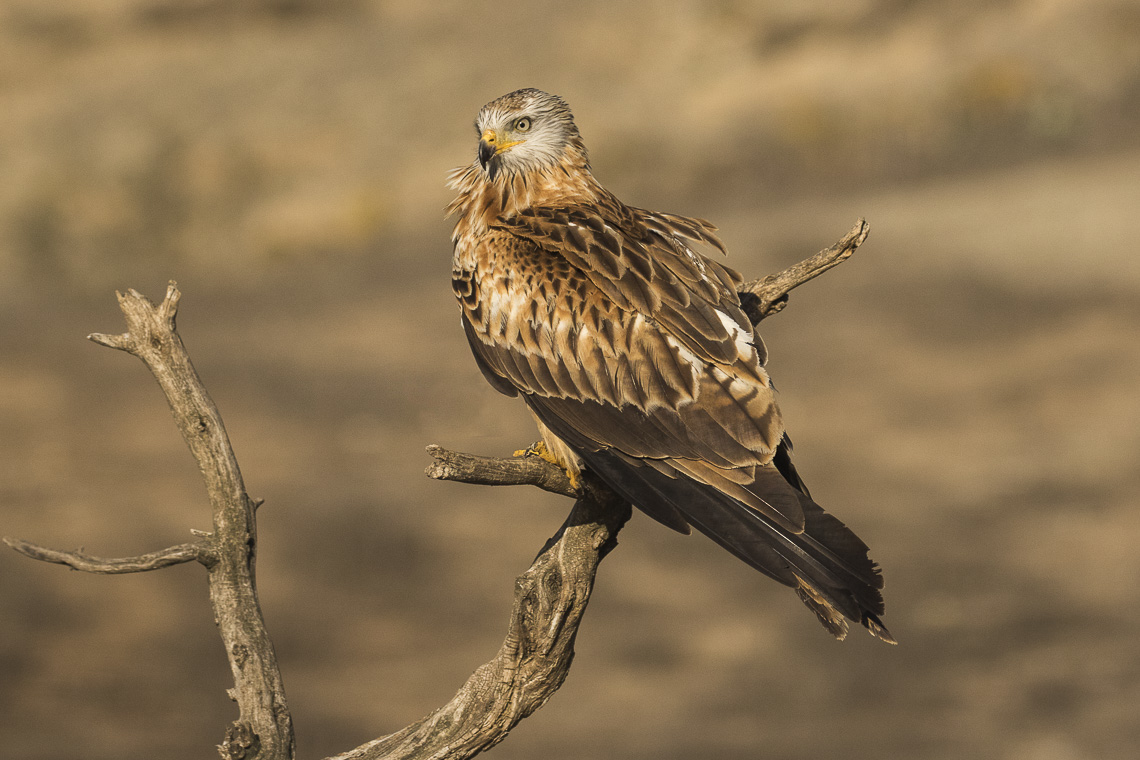
Milan royal.
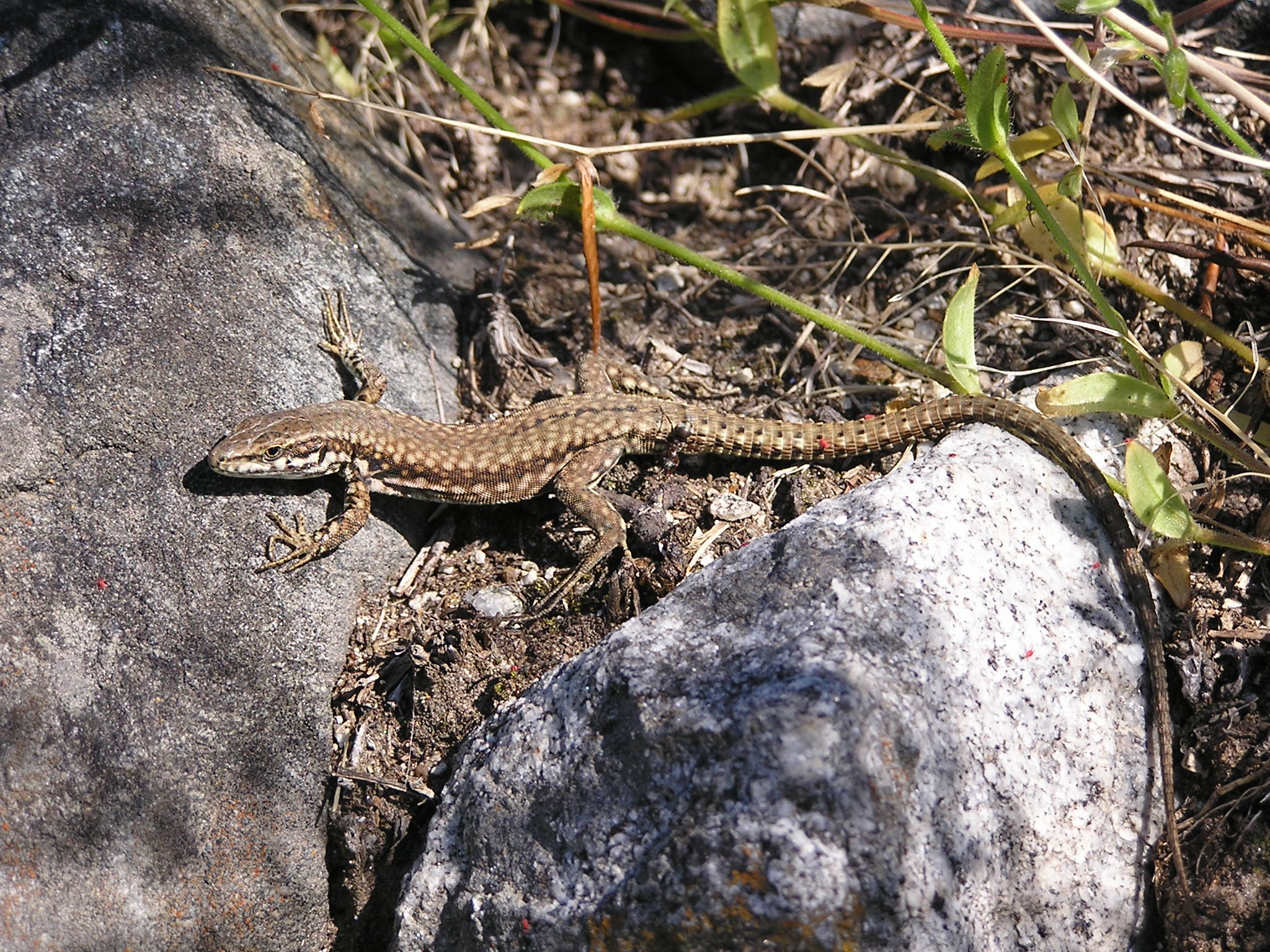
Lézard des murailles.